# Hala sportowa Uniwersytetu Płowdiwskiego
Hala sportowa Uniwersytetu Płowdiwskiego (bułg. Спортна зала на Пловдивския университет „Паисий Хилендарски“) – hala sportowa w Płowdiwie, w Bułgarii. Została otwarta 14 czerwca 2012 roku. Może pomieścić 1037 widzów.
Budowa hali sportowej Uniwersytetu Płowdiwskiego im. Paisjusza Chilendarskiego rozpoczęła się 14 października 2011 roku, a symbolicznego pierwszego wbicia łopaty dokonał premier Bojko Borisow. Uroczyste otwarcie, z udziałem Borisowa, ministra edukacji fizycznej i sportu Swilena Nejkowa oraz rektora Uniwersytetu Płowdiwskiego Zaprjana Kozłudżowa miało miejsce 14 czerwca 2012 roku. W 2015 roku obiekt był jedną z aren siatkarskich mistrzostw Europy kadetek. W 2018 roku w hali odbyły się mistrzostwa Europy w sumo.